# Nectactis singularis
Nectactis singularis is een Corallimorphariasoort uit de familie van de Sideractiidae. De wetenschappelijke naam van de soort is voor het eerst geldig gepubliceerd in 1918 door Gravier.